# Episodi di Squadra Speciale Colonia (undicesima stagione)
La undicesima   stagione della serie televisiva Squadra speciale Colonia è stata trasmessa tra il 2012 e il 2013 sul canale tedesco ZDF.
| N° | Titolo originale        | Titolo in italiano | Prima TV Germania | Prima TV Italia |
| -- | ----------------------- | ------------------ | ----------------- | --------------- |
| 1  | Mord nach Schulschluss  | Scuola con delitto | 9 ottobre 2012    |                 |
| 2  | Der letzte Welpe        |                    | 16 ottobre 2012   |                 |
| 3  | Silvanas Geheimnis      |                    | 23 ottobre 2012   |                 |
| 4  | Fischer gegen Fischer   |                    | 30 ottobre 2012   |                 |
| 5  | Der Mann auf dem Dach   |                    | 6 novembre 2012   |                 |
| 6  | Tödliche Verkettung     |                    | 13 novembre 2012  |                 |
| 7  | Mit Hieb und Stich      |                    | 20 novembre 2012  |                 |
| 8  | Bis zum letzten Atemzug |                    | 27 novembre 2012  |                 |
| 9  | Blaulicht               |                    | 4 dicembre 2012   |                 |
| 10 | Die Akte Becker         |                    | 11 dicembre 2012  |                 |
| 11 | Unter Verdacht          |                    | 18 dicembre 2012  |                 |
| 12 | In der Falle            |                    | 8 gennaio 2013    |                 |
| 13 | Mord nach Mitternacht   |                    | 15 gennaio 2013   |                 |
| 14 | Kanzlerkl               |                    | 22 gennaio 2013   |                 |
| 15 | Atemlos                 |                    | 29 gennaio 2013   |                 |
| 16 | Verschwunden            |                    | 5 febbraio 2013   |                 |
| 17 | Unter Druck             |                    | 19 febbraio 2013  |                 |
| 18 | Tödliche Sprech         |                    | 26 febbraio 2013  |                 |
| 19 | Das Bankgeh             |                    | 5 marzo 2013      |                 |
| 20 | Der Kinderzimmerm       |                    | 12 marzo 2013     |                 |